# Veliki disdiakisni dodekaeder
| Veliki disdiakisni dodekaeder                  | Veliki disdiakisni dodekaeder                       |
| ---------------------------------------------- | --------------------------------------------------- |
|                                                |                                                     |
| Vrsta                                          | zvezdni polieder                                    |
| Elementi                                       | F = 48, E = 72, V =26 ({\displaystyle \chi \,} = 2) |
| Grupa simetrije                                | Oh, [4,3], *432                                     |
| Indeksi                                        | DU20                                                |
| veliki prisekan kubooktaeder (dualni polieder) |                                                     |

Veliki disdiakisni dodekaeder je nekonveksni izoederski polieder. Je dualno telo uniformnega velikega prisekanega kubooktaedra.